# Амбатумиад
Амбатумиад (на малгашки: Ambatomiady) е община (каоминина) в Мадагаскар, провинция Антанариву, регион Вакинанкарача, окръг Антанифуци. Населението на общината през 2001 година е 25 062 души.